# Лугове (Сватівський район)
Лугове́ — село в Україні, у Лозно-Олександрівській селищній громаді Сватівського району Луганської області. Населення становить 82 особи.